# Convivencia (película)
Convivencia es una película argentina de comedia dramática de 1993 dirigida por Carlos Galettini sobre su propio guion escrito en colaboración con Luisa Irene Ickowicz según la obra teatral de Oscar Viale. Fue protagonizada por José Sacristán, Luis Brandoni, Betiana Blum, Víctor Laplace y Cecilia Dopazo y se estrenó el 21 de abril de 1994. La película cuenta con temas de Jorge Navarro y Pablo Milanés, interpretados por este último junto a Mercedes Sosa. La obra teatral se había estrenado en el Teatro Regina en 1979 con Federico Luppi y Luis Brandoni.

## Sinopsis
Dos íntimos amigos, uno un porteño práctico (Brandoni) y el otro un español intelectual (Sacristán), pasan los fines de semana en una quinta en El Tigre, en el Delta del río Paraná. Un día de tormenta llega Tina (Dopazo), una joven extraviada, que afectará la relación entre ambos.

## Reparto
- José Sacristán	...	Adolfo
- Luis Brandoni	...	Enrique
- Cecilia Dopazo	...	Tina
- Betiana Blum	...	Aurora
- Víctor Laplace	...	Tulio
- Constantino Cosma
- Erika de Sautu Riestra	...	Morocha
- Chris La Valle	...	Petisa
- Osvaldo Pugliese
- Alexis Rodal	...	Rubia

## Premios y nominaciones
Asociación de Cronistas Cinematográficos de la Argentina, 1995
- Luis Brandoni ganó el premio Cóndor de Plata al Mejor Actor.
- Betiana Blum fue nominada al premio a la mejor actriz de reparto.
- César D'Angiolillo fue nominado al Premio al Mejor Montaje.

Festival de Cine de Bogotá 1994
- Carlos Galettini fue nominado al premio Círculo de Oro a la Mejor Película.

## Comentarios
Claudio Minghetti en  Página 12 escribió:

«Un lenguaje clásico que facilita el lucimiento de los protagonistas preside el interesante film de Carlos Galettini.»

Paraná Sendrós en Ámbito Financiero escribió:

«La película resulta eficaz adaptación, mejorando casi todo lo bueno que tenía la obra teatral y, claro, manteniendo también algún defecto.»

Guillermo Ravaschino escribió:

«… teatralidad aplastante… actos profusamente dialogados… una farsa leve con toques costumbristas… Luis Brandoni…su performance es una figurita doblemente repetida…José Sacristán …transcurre más de media cinta antes que quede en claro que lo suyo es una caricatura…Cecilia Dopazo…jugada invariablemente como fetiche sexy…Pero sus parlamentos… compendian una sopa hippie-psico-chacha…ultrasuperada.»

Manrupe y Portela escriben:

«Tardía adaptación…termina siendo una acabada pintura de personajes solitarios.»